# Comuna de Sułów
Sułów (polaco: Gmina Sułów) é uma gminy (comuna) na Polónia, na voivodia de Lublin e no condado de Zamojski. A sede do condado é a cidade de Sułów.
De acordo com os censos de 2004, a comuna tem 5206 habitantes, com uma densidade 55,7 hab/km².

## Área
Estende-se por uma área de 93,48 km², incluindo:
- área agrícola: 86%
- área florestal: 6%

## Demografia
Dados de 30 de Junho 2004:
|                      | Total   | Total | Mulheres | Mulheres | Homens  | Homens |
| -------------------- | ------- | ----- | -------- | -------- | ------- | ------ |
|                      | pessoas | %     | pessoas  | %        | pessoas | %      |
| População            | 5206    | 100   | 2711     | 52,1     | 2495    | 47,9   |
| Densidade (pop./km²) | 55,7    | 100   | 29       | 29       | 26,7    | 26,7   |

De acordo com dados de 2002, o rendimento médio per capita ascendia a 1128,87 zł.

## Subdivisões
- Deszkowice Drugie, Deszkowice Pierwsze, Kawęczyn-Kolonia, Kitów, Kulików, Michalów, Rozłopy, Rozłopy-Kolonia, Sąsiadka, Sułowiec, Sułów, Sułów-Kolonia, Sułówek, Tworyczów, Źrebce.

## Comunas vizinhas
- Nielisz, Radecznica, Rudnik, Szczebrzeszyn, Turobin